# لوسی وارد (بازیکن فوتبال)
لوسی وارد (انگلیسی: Lucy Ward؛ زادهٔ ۱۵ آوریل ۱۹۷۴) بازیکن فوتبال اهل بریتانیا است.